# Истанбулски погром
Истанбулският погром известен в гръцката историография като Септемвриана (на гръцки: Σεπτεμβριανά) и в турската като Септемврийските събития (на турски: 6 – 7 Eylül Olayları) от 6 – 7 септември 1955 г. е масов погром срещу гръцкото малцинство в Истанбул.
По време на погрома са убити десетина турски поданици от гръцки произход и са нанесени сериозни материални щети. Сред убитите са и двама гръцки свещеници. Погромът обхваща и Измир, където са ранени гръцки военнослужещи в базата на НАТО в града по това време.

## Предистория
След малоазийската катастрофа е договорена размяна на население между Гърция и Турция, като единствените изключения за гръцко присъствие в Турция са Истанбул и двата турски егейски острова – Имброс и Тенедос. 
През 1952 г. Гърция и Турция в комплект стават членки на НАТО.

## Инцидент
Турското правителство използва инцидента с цел окончателното изгонване на останалото гръцко население в Турция. 
Кипърските гърци започват през април 1955 г. еносис срещу британското управление на острова и за присъединяването му към Гърция, игнорирайки напълно местното турско малцинство. 
На 6 септември 1955 г. турското национално радио и вестник İstanbul Ekspres съобщават, че в родната къща на Кемал Ататюрк в Солун (Музей „Ататюрк“ (Солун)) е избухнал взрив, който напълно я е унищожил. Къщата е музей и част от комплекса на турското консулство в Солун. Взривът датира от 29 август 1955 г. и избухва по време на тристранните преговори за бъдещето на Кипър в Лондон. Погромът на практика слага край на преговорите и конференцията. 
Според Орхан Памук, зад взрива са турските специални служби. На 6 септември 1955 г. в Истанбул се събира близо 250-хилядна тълпа. За да предпазят имуществото си, всички жители на града са принудени да развеят турския национален флаг на къщите си. Вселенският патриарх Атинагор I Константинополски е под обсада във Фенер.

## Последствия
През 1960 г. в Турция е извършен държавен преврат с подкрепата на ЦРУ, а Аднан Мендерес и членове на правителството му са разстреляни след смъртни присъди от специален военен трибунал, като едно от обвиненията е за организирания от тях преди 5 години истанбулски погром.